# Alberto Queiros
Pour les articles homonymes, voir Queiros.
Alberto Queiros, né le 28 avril 1978 à Niort (France), est un footballeur français d'origine portugaise. Il mesure 1,82 m pour 78 kg et évolue au poste de milieu défensif.

## Biographie
Pur produit de la formation niortaise, il est sous contrat stagiaire de 1996 à 1998. Il dispute quatre saisons en Ligue 2 avant d'être transféré en 2003 à l'US Créteil Lusitanos. Ayant perdu sa place à l'automne, il résilie son contrat en janvier 2004 et s'engage pour cinq mois avec le Stade lavallois. Il est de retour à Créteil la saison suivante mais joue peu et ne voit pas son contrat renouvelé. Il participe au stage de l'UNFP à l'intersaison 2005.
Il termine sa carrière dans le club du Vendée Fontenay Foot avec lequel il a connu le championnat de CFA 2 avant de participer à la montée en CFA.
Après sa carrière de footballeur il travaille dans un cabinet d'assurances. Il est marié et père de deux enfants.

## Carrière
- 1996-2003 :  Chamois niortais (Ligue 2)
- 2003-2004 :  Créteil Lusitanos (Ligue 2)
- 2004 :  Stade lavallois (Ligue 2)
- 2004-2005 :  Créteil Lusitanos (Ligue 2)
- 2005-2007 :  Vendée Fontenay Foot (CFA 2)
- 2007-2013 :  Vendée Fontenay Foot (CFA)